# 피오나 하워드
피오나 하워드(Fiona Howard, 1998년 12월 14일 ~)는 영국계 미국인 장애인 승마 선수이다. 2등급 장애인 마장마술 종목에 출전한다. 하워드는 2024년 하계 패럴림픽에서 미국 국가대표로 출전하였다.

## 어린 시절과 교육
하워드는 미국인 어머니와 영국인 아버지 사이에서 영국에서 태어나 런던에서 자랐다. 11세부터 십대 시절까지 그는 여러 가지 건강 문제에 직면했다. 뼈 관련 문제로 보행에 어려움을 겪었다. 성홍열과 라임병으로 인해 소화기 계통에 영향을 받아 영구적으로 급식관을 사용하게 되었다. 하워드는 2016년 보스턴 아동병원에서 치료를 받는 동안 미국으로 이주했다.
2017년 노스이스턴 대학교에 입학하여 2021년 심리학 학위를 취득하고 졸업했다.

## 경력
하워드는 3세 때 승마를 시작했고 4세 때 포니 클럽에 가입했다. 어린 시절에는 레이닝 경기에 출전했다. 14세 때 하워드는 2013년 FEI 유럽 주니어 및 청년 레이닝 선수권 대회에서 영국을 대표했다. 2016년에도 같은 대회에 재출전했다.
건강 문제로 인한 휴식기 이후, 하워드는 대학 시절 승마를 재개했다. 2021년부터 장애인 마장마술 경기에 참가하기 시작했다. 2022년에는 트라이온 여름 마장마술 대회의 FEI 페리고 CPEDI3에서 2등급 장애인 마장마술 선수로 출전했다. 2023년에는 애더콴 글로벌 마장마술 페스티벌 3주차 CPEDI3 대회의 2등급 경기에서 그의 말 재거와 함께 2위를 차지했다.
하워드는 2024년 7월 미국 패럴림픽 승마 대표팀에 선발되었다. 2024년 하계 패럴림픽에서 하워드는 2024년 초부터 함께 훈련해 온 말 다이아몬드 듄스와 함께 2등급 개인전에서 금메달을 획득했다.
2022년부터 그는 플로리다주 웰링턴에서 동료 장애인 승마 선수인 케이트 슈메이커와 함께 훈련해 왔다. 또한 봄과 여름에는 독일에서도 훈련한다.

## 사생활
하워드는 매사추세츠주 보스턴에 거주하고 있다. 승마 외에도 보스턴 아동병원에서 임상 심장 연구 보조원으로 원격 근무를 하고 있다.
19세 때 근긴장이상증 진단을 받았으며, 목발과 휠체어를 모두 사용한다. 엘비스라는 이름의 도우미 개가 있다.